# Larga, Anenii Noi
Larga este un sat din componența comunei Zolotievca din raionul Anenii Noi, Republica Moldova.

## Demografie
Structură etnică
     moldoveni (38,59%)
     ucraineni (49,84%)
     ruși (7,72%)
     găgăuzi (0,96%)
     bulgari (0,96%)
     români (0%)
     evrei (0%)
     polonezi (0%)
     țigani (0%)
     alte etnii / nedeclarată (1,93%)
Conform datelor recensământului din 2004, populația localității este de 311 locuitori, dintre care 156 (50,16%) bărbați și 155 (49,84%) femei. Structura etnică a populației în cadrul localității arată astfel:
- moldoveni — 120;
- ucraineni — 155;
- ruși — 24;
- găgăuzi — 3;
- bulgari — 3;
- altele / nedeclarată — 6.